# سرديان بايا
سرديان بايا (بالصربية: Срђан Баљак)‏ (25 نوفمبر 1978 في بلغراد في صربيا – )؛ هو لاعب كرة قدم سابق كان يلعب كمهاجم.

## وصلات خارجية
- سرديان بايا على موقع رابطة كرة القدم اليابانية للمحترفين (اليابانية)
- سرديان بايا على موقع قاعدة بيانات كرة القدم.إي يو (الإنجليزية)
- سرديان بايا على موقع بيانات كرة القدم. دي إي (الألمانية)
- سرديان بايا على موقع Soccerway.com (الإنجليزية)
- سرديان بايا على موقع عالم كرة القدم.نت (الإنجليزية)